# Адам, Нуреддин
Нуреддин Адам (фр. Noureddine Adam; род. 1 января 1970, Нделе, ЦАР) — центрольноафриканский военный деятель, лидер Народного фронта возрождения Центральноафриканской республики.

## Биография
По национальности рунга. Его отец был имамом, лидером мусульманской общины в районе Мискин в Банги. Его мать — чадка. После окончания средней школы Адам прошёл обучение в Судане, а затем в Египте, где в 1990-х годах окончил полицейскую академию в Каире. После этого он в течение 6 месяцев обучался Израильским спецназом, а затем на год поселился в Банги, где был назначен на должность в Центральном управлении по борьбе с бандитизмом.
В начале 2000-х Адама нанимали гвардейцем в различные страны Персидского залива. С 2003 по 2009 год он находился в ОАЭ и был телохранителем президента Заида ибн Султана Аль Нахайяна.
В 2009 году Адам вернулся в ЦАР и присоединился к Конвенции патриотов за справедливость и мир. После исчезновения Чарльза Масси в 2010 году он стал её лидером.
Был заместителем Мишеля Джотодии. В марте 2013 года он сыграл решающую роль в последнем наступлении на Банги, в результате которого был свергнут президент Франсуа Бозизе. После захвата власти президент Мишель Джотодия позже назначил Нуреддина Адама министром общественной безопасности 31 марта 2013 года, но 22 августа его сняли с должности и назначили советником по национальной безопасности. После официального расформирования «Селеки» в сентябре 2013 года боевики «Экс-селеки» сформировали новые ополчения, крупнейшим из которых стал ФПВК, сформированный в мае 2014 года и первоначально возглавляемый Джотодией. 9 мая 2014 года ООН наложила на него санкции за участие в торговле алмазами между ЦАР и Чадом. Как лидер Народного фронта возрождения Нуреддин Адам провозгласил автономную республику Логон 14 декабря 2015 года со столицей в Бамбари. При этом переходное правительство ЦАР осуждает декларацию, а миротворческая миссия ООН MINUSCA заявляет, что применяет силу против любых действий сепаратистов. К концу 2016 года гражданская война в основном велась между Народного фронта возрождения и «Экс-селекой» под названием Союз за мир в Центральноафриканской республике во главе с Али Дарассой.
28 июля 2022 года Международный уголовный суд обнародовал ордер на арест Нуреддина Адама, подозреваемого в преступлениях против человечности и военных преступлениях.